# Olga Sergejevna Plotnikova
Olga Sergejevna Plotnikova (rusko Ольга Сергеевна Плотникова), ruska jezikoslovka, slovenistka, * 19. februar 1942, Uren, Niženovgorodska oblast, Rusija (tedaj Sovjetska zveza).
Plotnikova je končala študij na Oddelku za slovansko filologijo Filološke fakultete Državne univerze v Moskvi leta 1965, poddiplomski študij slovenistike leta 1968 na isti ustanovi. Od leta 1968 je zaposlena na Filološki fakulteti: na začetku je poučevala srbohrvaščino, od leta 1970 pa tudi slovenščino kot drugi slovanski jezik. Leta 1972 je ustanovila študijski program slovenistike na Oddelku za slovansko filologijo moskovske državne univerze. Leta 1976 je doktorirala pod mentorstvom
Samuila Borisoviča Bernštejna.
Preučuje zgodovino slovenskega jezika kakor tudi sodobno slovenščino, ukvarja pa se tudi s preučevanjem glagolskega vida v ruščini in slovenščini.

## Glavna dela
Leta 1990 je izšla njena monografija Slovenski jezik (Словенский язык), najpopolnejši prikaz sodobnega slovenskega jezika v ruščini. Leta 1990 je v soavtorstvu z Jožetom Severjem izdala dvojezični Rusko-slovenski in slovensko-ruski slovar, ki je bil ponatisnjen v letih 2001, 2003 in 2006.

## Priznanja

### Odlikovanja in nagrade
Leta 2000 je prejela častni znak svobode Republike Slovenije z naslednjo utemeljitvijo: »za dolgoletno požrtvovalno in uspešno delo na področju slovenistike v Rusiji«.